# Northrop YA-13
Le Northrop YA-13 était la version destinée à l'attaque au sol basée sur le Northrop Gamma.

## Conception et développement
Le projet YA-13 commença en janvier 1932, quand John K. Northrop et Donald W. Douglas joignirent leurs forces en créant la Northrop Corporation qui était une filière de la Douglas Aircraft Company. Cette nouvelle compagnie était basée à El Segundo (Californie).
Un des premiers avions de la Northrop Corporation fut l'avion courrier multi-tâche Northrop Gamma. Les deux premiers exemplaires construits en 1932 furent connus sous la dénomination Gamma 2A et Gamma 2B. Le Gamma 2A fut construit en tant qu'avion de course pour le célèbre pilote Frank Hawks et le Gamma 2B pour une expédition polaire : la Lincoln Ellsworth Trans-Antarctic Expedition.
En se basant sur les designs réussis de la série Gamma 2, la Northrop se lança, en 1933, dans un projet d'avion militaire spécialement étudié pour la mission d'attaque au sol : le Gamma 2C. Le but était aussi de concurrencer le Curtiss A-12 Shrike pour lui succéder.
Le Gamma 2C garda les ailes cantilever et le train profilé de ses prédécesseurs, mais adopta un nouveau fuselage avec un cockpit biplace. Le cockpit monoplace des versions 2A et 2B était situé très en arrière des ailes près de la queue, tandis que le 2C revient à un cockpit plus conventionnel, le pilote s'asseyant juste derrière le bord d'attaque de l'aile. 
Le Gamma 2C vola pour la première fois au printemps 1933 sous l'immatriculation civile X12291. Il fut livré dans la foulée à l'Army Air Corps de Wright Field (Ohio) pour évaluation. les tests en vol révélèrent la nécessité de faire quelques ajustements concernant des problèmes de contrôle et de stabilité, et le 2C retourna à Northrop en février 1934.
Northrop en se basant sur les suggestions de l'USAAC, procéda à des modifications des surfaces de contrôle, notamment en changeant la forme trapézoïdale de la dérive par une forme plus triangulaire. L'US Army satisfait des changements apportés acheta le projet Gamma 2C, le 28 juin 1934, date à laquelle il fut officiellement désigné YA-13 et immatriculé 34-27.
Les tests de Wright Field révélèrent que le YA-13 pouvait être encore amélioré. En janvier 1935, le YA-13 retourna à l'usine pour augmenter ses performances et la visibilité du pilote. Dans ce cadre, il fut rééquipé avec un moteur de plus petit diamètre mais plus puissant : un Pratt & Whitney R-1830-7 de 14 cylindres refroidi par air de 950 ch. Le moteur original était un moteur en étoile de large diamètre, qui obstruait partiellement le champ de vision du pilote vers l'avant et en plus du changement de moteur, l'hélice bipale fut remplacée par une hélice tripale. 
Tous ces changements au niveau moteur débouchèrent sur un nouvel appareil qui s'était un peu éloigné du projet YA-13, c'est pourquoi cette nouvelle version reçu la dénomination officielle « Northrop XA-16 ».
Pendant ce projet, la Northrop Corp. continua de développer de façon plus ou moins parallèle un autre projet d'avion d'attaque au sol. Cet avion qui fut initialement désigné Gamma 2F, était une version améliorée du projet Gamma 2C. Il deviendra par la suite le Northrop A-17, l'avion monomoteur de base pour les missions d'attaque au sol de l'USAAC de la fin 1930. Avec le succès de son A-17, Northrop décida de ne pas pousser plus loin, ses programmes YA-13 et XA-16.

## Service opérationnel

### Gamma 2E
En attendant que l'US Army se décide, Northrop fournit au gouvernement Chinois 49 bombardiers légers basés sur le YA-13. Connue sous la dénomination Northrop Gamma 2E, cette version d'export était semblable en tout point au Gamma 2C. 
Le 2E était équipé d'un moteur Wright SR-1820-F3 de 710 ch qui actionnait une hélice bipale. Bien que son armement était aussi constituée des cinq mitrailleuses de calibre .30 du 2C, cette version possédait un lance-bombe partiellement escamotable directement actionné par le bombardier/mitrailleur. Du fait de son nouveau rôle, la charge de bombardement fut montée à 725 kg.
Le premier Gamma 2E arriva en Chine, le 19 février 1934. 24 unités furent construits directement par Northrop aux États-Unis, et 25 furent livrés en kit et assemblés sur place par la Central Aircraft Manufacturing Company (CAMCO) à Loiwing.
Le 2E entra en action au sein l'armée de l'air chinoise contre les Japonais en août 1937. Cependant, les 49 appareils furent tous détruits soit lors des combats sino-japonais, soit lors d'accidents durant la formation.

### Gamma 2ED-C
Une version civile Gamma 2ED-C fut construite en juillet 1934 comme avion de démonstration. Il était équipé d'un SR-1820-F53 de 735 ch. Sous l'immatriculation X13760, il fut piloté en 1935 par Frank Hawks et G. H. Irving pour préparer la Round America Air Race : un périple de près de 20 000 miles à travers l'Amérique centrale et l'Amérique du Sud pour étudier le terrain et localiser l'emplacement des futurs aérodromes. 
L'avion fut vendu au British Air Ministry en 1935, pour évaluation sous le n° de série RAF K5053. Il fut testé par la Aeroplane and Armament Experimental Establishment (A&AEE) à Martlesham Heath. Son destin reste inconnu après cela...

## Variantes
- YA-13 ou Gamma 2C : Version d'attaque au sol basée sur la série Gamma 2A et 2B  équipée d'un Wright SR-1820-F2 de 735 ch.
- XA-16 : Version améliorée du YA-13 équipée d'un Pratt & Whitney R-1830-7 de 950 ch.
- Gamma 2E : Version bombardier léger destinée à l'export du YA-13 équipée d'un Wright SR-1820-F3 de 710 ch.
- Gamma 2ED-C : Version civile du Gamma 2E équipé d'un Wright SR-1820-F53 de 735 ch.

## Pays Utilisateurs
États-UnisUnited States Army Air Corps
 République de ChineArmée de l'air chinoise

### Développement lié
- Northrop Gamma
- Northrop XA-16
- Northrop A-17

### Avion comparable
- Curtiss A-12 Shrike